# Comoé (province)
Pour les articles homonymes, voir Comoé.
La  Comoé est une des 45 provinces du Burkina Faso située dans la région des Cascades.

## Géographie

### Situation
La province de la Comoé est l'une des plus grandes provinces du Burkina Faso située au sud-ouest du pays.

### Démographie
- En 1985, la province comptait 178 499 habitants recensés (11,59 hab./km2)[3],[4].
- En 1996, la province comptait 241 376 habitants recensés (15,67 hab./km2)[3],[5].
- En 2003, la province comptait 287 543 habitants estimés (18,67 hab./km2)[6].
- En 2006, la province comptait 407 528 habitants recensés (26,45 hab./km2)[7],[3].
- En 2010, la province comptait 474 571 habitants estimés (30,81 hab./km2)[8].
- En 2019, la province comptait 632 695 habitants recensés (41,07 hab./km2)[2].

### Principales localités
Ne sont listées ici que les localités de la province ayant atteint au moins 4 000 habitants dans les derniers recensements (ou estimations de source officielles). Les données détaillées par ville, secteur ou village du dernier recensement général de 2019 ne sont pas encore publiées par l'INSD (en dehors des données préliminaires par département).
| Ville ou village                     | Coordonnées                 | Altitude | Population résidente totale | Population résidente totale | Population résidente totale |
| Ville ou village                     | Coordonnées                 | Altitude | Rec. 1996                   | Est. 2003                   | Rec. 2006                   |
| ------------------------------------ | --------------------------- | -------- | --------------------------- | --------------------------- | --------------------------- |
| Banfora                              | 10° 38′ 34″ N, 4° 45′ 09″ O | 270 m    | 49 724 hab.                 | 58 520 hab.                 | 75 917 hab.                 |
| Niangoloko                           | 10° 16′ 56″ N, 4° 55′ 00″ O | 303 m    | 12 824 hab.                 | 14 788 hab.                 | 22 310 hab.                 |
| Soubakaniédougou                     | 10° 28′ 29″ N, 5° 00′ 15″ O |          | 5 941 hab.                  | 9 423 hab.                  | 9 451 hab.                  |
| Dérégoué I                           | 10° 45′ 07″ N, 4° 05′ 10″ O |          | 1 196 hab.                  | 3 699 hab.                  | 7 267 hab.                  |
| Sidéradougou                         | 10° 40′ 33″ N, 4° 15′ 27″ O |          | 3 700 hab.                  | 11 443 hab.                 | 6 191 hab.                  |
| Mangodara                            | 9° 54′ 12″ N, 4° 21′ 36″ O  |          | 3 420 hab.                  | 5 000 hab.                  | 5 915 hab.                  |
| Moussodougou                         | 10° 50′ 00″ N, 4° 57′ 00″ O |          | 4 669 hab.                  | 5 890 hab.                  | 5 740 hab.                  |
| Bérégadougou                         | 10° 46′ 04″ N, 4° 43′ 52″ O |          | 7 843 hab.                  | 9 036 hab.                  | 5 404 hab.                  |
| Madiasso                             | 10° 13′ 05″ N, 4° 19′ 03″ O |          | 2 893 hab.                  | 3 246 hab.                  | 4 929 hab.                  |
| Kouendi                              |                             |          | 2 259 hab.                  | 2 407 hab.                  | 4 762 hab.                  |
| Siniéna                              | 10° 32′ N, 4° 46′ O         |          | 3 858 hab.                  | 3 702 hab.                  | 4 705 hab.                  |
| Touroukoro (ou Torokoro)             | 13° 03′ 57″ N, 3° 31′ 15″ O |          | 1 687 hab.                  | 4 135 hab.                  | 4 688 hab.                  |
| Fabédougou                           | 10° 46′ 56″ N, 4° 37′ 26″ O |          | 602 hab.                    | 920 hab.                    | 4 681 hab.                  |
| Tiéfora                              | 10° 37′ 48″ N, 4° 32′ 57″ O |          | 2 821 hab.                  | 4 673 hab.                  | 4 121 hab.                  |
| Noumoutiédougou (ou Noumoukiédougou) | 9° 55′ 01″ N, 4° 16′ 31″ O  |          | 900 hab.                    | 2 625 hab.                  | 3 859 hab.                  |
| Gouandougou                          |                             |          | 1 835 hab.                  | 3 641 hab.                  | 3 846 hab.                  |
| Tengréla                             | 10° 39′ 03″ N, 4° 49′ 37″ O |          | 3 261 hab.                  | 3 908 hab.                  | 3 727 hab.                  |
| Yendéré                              | 10° 12′ 23″ N, 4° 58′ 33″ O |          | 1 307 hab.                  | 2 851 hab.                  | 3 372 hab.                  |
| Koflandé                             | 9° 05′ 51″ N, 3° 09′ 12″ O  |          | hab.                        | 2 828 hab.                  | 3 357 hab.                  |
| Dandougou                            |                             |          | hab.                        | 3 291 hab.                  | 3 352 hab.                  |
| Ouangolodougou                       | 10° 04′ 14″ N, 4° 48′ 21″ O |          | hab.                        | 3 523 hab.                  | 3 263 hab.                  |
| Kimini                               | 10° 06′ 24″ N, 4° 46′ 50″ O |          | hab.                        | 3 449 hab.                  | 3 186 hab.                  |
| Bossie                               | 10° 22′ 57″ N, 4° 02′ 23″ O |          | hab.                        | 2 109 hab.                  | 3 181 hab.                  |
| Timperba                             |                             |          | hab.                        | 2 896 hab.                  | 3 181 hab.                  |
| Faradjan                             | 10° 22′ 16″ N, 4° 11′ 56″ O |          | hab.                        | 2 196 hab.                  | 3 129 hab.                  |
| Toumousséni                          | 10° 39′ 05″ N, 4° 52′ 35″ O |          | hab.                        | 3 245 hab.                  | 3 126 hab.                  |
| Sampobien                            |                             |          | hab.                        | 1 727 hab.                  | 3 112 hab.                  |
| Farakorosso                          | 9° 47′ 59″ N, 4° 20′ 12″ O  |          | hab.                        | 3 215 hab.                  | 3 088 hab.                  |
| Kouéré                               | 10° 28′ 02″ N, 4° 00′ 05″ O |          | hab.                        | 3 195 hab.                  | 2 869 hab.                  |
| Koutoura                             | 10° 21′ 00″ N, 4° 50′ 00″ O |          | hab.                        | 2 214 hab.                  | 3 017 hab.                  |
| Dégué-Dégué                          | 10° 42′ 42″ N, 4° 19′ 38″ O |          | hab.                        | 3 384 hab.                  | 2 837 hab.                  |
| Zangazoli                            | 10° 43′ 00″ N, 4° 19′ 00″ O |          | hab.                        | 3 699 hab.                  | 2 034 hab.                  |
| Dérégoué II                          |                             |          | hab.                        | 4 995 hab.                  | 1 539 hab.                  |

## Administration

### Chef-lieu et haut-commissariat
La ville de Banfora est le chef-lieu de la province, administrativement dirigée par un haut-commissaire, nommé par le gouvernement et placé sous l'autorité du gouverneur de la région. Le haut-commissaire coordonne l'administration locale des préfets nommés dans chacun des départements. La ville est également le chef-lieu de la région.
| Période        | Période  | Identité           | Fonction précédente    | Observation |
| -------------- | -------- | ------------------ | ---------------------- | ----------- |
| 8 juillet 2016 | En cours | Mme Salimata Dabal | Administratrice civile | [ 1 ]       |

| Période        | Période  | Identité            | Fonction précédente  | Observation |
| -------------- | -------- | ------------------- | -------------------- | ----------- |
| 8 juillet 2016 | En cours | M. Tiga Émile Valéa | Administrateur civil | [ 1 ]       |

### Départements ou communes

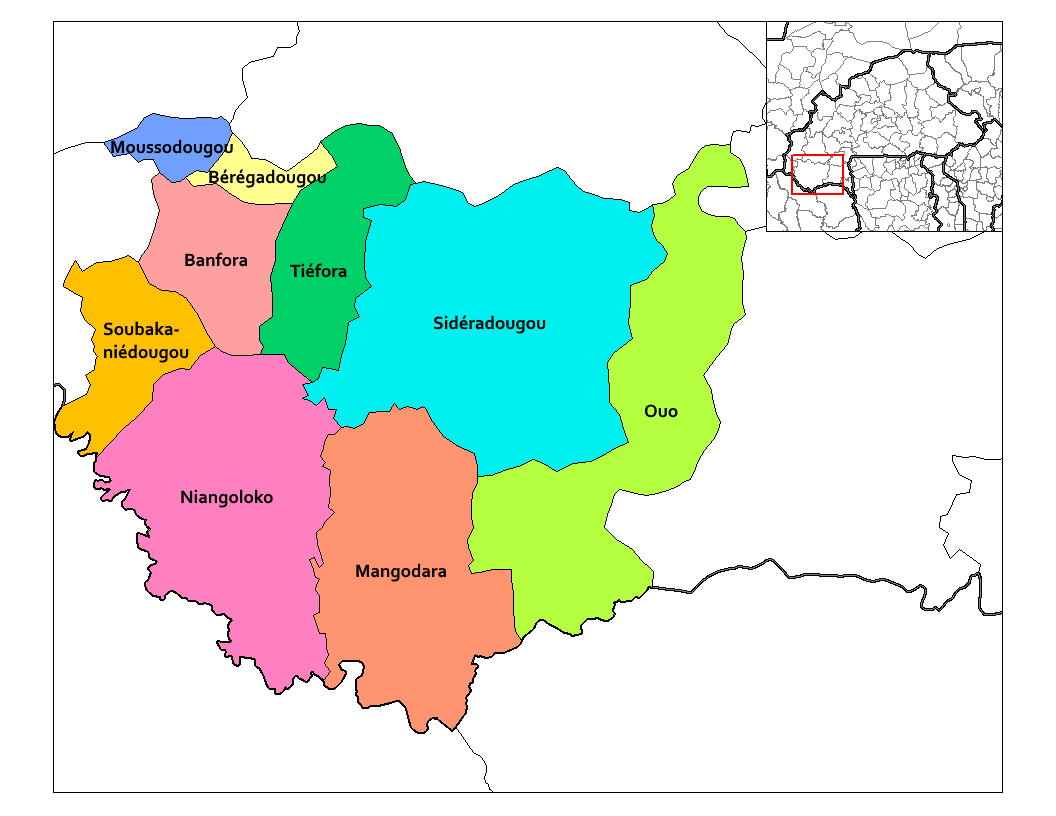
Localisation des neuf départements ou communes de la province de la Comoé, formant également les districts sanitaires de Banfora et de Mangodara.

La province du Mouhoun est administrativement composée de sept départements ou communes,.
Six sont des communes rurales, Dédougou est une commune urbaine, subdivisée en six secteurs urbains, est également chef-lieu de la province et de la région :
| Département ou commune     | Type de commune            | Subdivisions,                          | Chef-lieu                                    | Population résidente totale | Population résidente totale | Population résidente totale | Population résidente totale |
| Département ou commune     | Type de commune            | Subdivisions,                          | Chef-lieu                                    | Rec. 1996                   | Est. 2003                   | Rec. 2006                   | Rec. 2019                   |
| -------------------------- | -------------------------- | -------------------------------------- | -------------------------------------------- | --------------------------- | --------------------------- | --------------------------- | --------------------------- |
| Banfora                    | urbaine                    | 1 ville (15 secteurs) et 22 villages   | Banfora (chef lieu de province et de région) | hab.                        | 88 808                      | 109 824                     | 160 282                     |
| Bérégadougou               | rurale                     | 5 villages                             | Bérégadougou                                 | hab.                        | 11 846                      | 11 883                      | 15 162                      |
| Mangodara                  | rurale                     | 35 villages                            | Mangodara                                    | hab.                        | 44 444                      | 51 799                      | 67 425                      |
| Moussodougou               | rurale                     | 4 villages                             | Moussodougou                                 | hab.                        | 9 407                       | 10 440                      | 17 276                      |
| Niangoloko                 | urbaine                    | 1 ville (9 secteurs) et 15 villages    | Niangoloko                                   | hab.                        | 45 971                      | 54 138                      | 76 840                      |
| Ouo                        | rurale                     | 28 villages                            | Ouo                                          | hab.                        | 15 594                      | 23 508                      | 45 152                      |
| Sidéradougou               | rurale                     | 40 villages                            | Sidéradougou                                 | hab.                        | 11 443                      | 75 397                      | 137 675                     |
| Soubakaniédougou           | rurale                     | 14 villages                            | Soubakaniédougou                             | hab.                        | 24 136                      | 28 073                      | 37 496                      |
| Tiéfora                    | rurale                     | 30 villages                            | Tiéfora                                      | hab.                        | 35 894                      | 42 466                      | 75 387                      |
| 9 départements ou communes | 9 départements ou communes | 2 villes (24 secteurs) et 193 villages | Total                                        | hab.                        | 287 543                     | 407 528                     | 632 695                     |

## Santé et éducation
Les six communes à l'ouest de la province de la province (Banfora, Moussodougou, Niangoloko, Soubakaniédougou et Tiéfora) forment le district sanitaire de Banfora au sein de la région ; les trois autres communes à l'est de la province (Mangodara, Ouo et Sidéradougou) forment le district sanitaire de Mangodara au sein de la région.